# Андский волк
Андский волк, или волк Гагенбека — гипотетический волковидный представитель семейства псовых, предположительно из Анд, существование которого не доказано.

## Шкура
В 1927 году Лоренц Гагенбек купил в Буэнос-Айресе шкуру. Продавший её торговец, у которого было три таких шкуры, утверждал, что они принадлежат дикой собаке из Анд. Эта шкура была изучена в Германии в 1940 году доктором Инго Крумбигелем, который пришёл к заключению, что она принадлежала новому и пока ещё не изученному виду. Ученые, исследовавшие шкуру в 1960 году, решили, что это шкура домашней собаки. В зоологическом музее Мюнхена было предпринято 2000 попыток провести анализ ДНК оставшейся шкуры, но все они были безуспешны из-за того, что шкура была загрязнена ДНК человека, собаки, волка и свиньи и прошла химическую обработку (Эберхарт, 2002 г.)

## Череп
В 1947 году Крумбигель связал шкуру с черепом, найденным им за десять лет до этого. Он утверждал, что череп был 31 сантиметр в длину и принадлежал всеядному представителю семейства псовых, который был значительно крупнее по сравнению с гривистым волком, размер черепа которого достигает 24 см в длину. Крумбигель опубликовал своё исследование, в котором он описал это животное и предложил дать ему научное наименование лат. Dasycyon hagenbecki, хотя череп, как предполагается, был утерян в 1945 году, во время Второй мировой войны, и провести экспертную оценку уже было невозможно.